# کلنل سندرز
کلنل هارلَند دیوید سَندِرز (به انگلیسی: Colonel Harland David Sanders)(زاده ۹ سپتامبر ۱۸۹۰ - درگذشته ۱۶ دسامبر ۱۹۸۰) کارآفرین آمریکایی و مؤسس رستوران مرغ سوخاری کنتاکی بود.

## زندگی‌نامه
سندرز در ۱۸۹۰ در ایندیانا، آمریکا متولد شد و مشاغل مختلفی از جمله فروشندگی، کارمندی بیمه، کار در مزرعه و پمپ بنزین انجام داد. در ۴۰ سالگی یعنی ۱۹۳۰، کارش را با یک رستوران کوچک بین راهی در اتاقکی در یک پمپ بنزین شروع کرد و از ابتدا خودش سرآشپز و صاحب امتیاز بود. او به زودی معروف شد و در سال ۱۹۳۶، فرماندار ایالت به او لقب افتخاری کلنل داد. در سال ۱۹۳۷، یک متل در کنار مجموعه رستورانش ساخت. در ۱۹۴۰، اولین دستور مرغ کنتاکی را خلق کرد و نه سال بعد در اوج شهرت با همسرش کلودیا (Claudia Price) ازدواج کرد. سرهنگ سَندِرز در سال ۱۹۸۰ در زمانی که حدود ۶,۰۰۰ شعبه در سراسر جهان داشت، بر اثر عوارض ناشی از سینه‌پهلو و سرطان خون درگذشت و پرچم‌های ایالت کنتاکی، ۴ روز تمام به احترام او به حالت نیمه افراشته درآمد.